# Погорелка (Тюменская область)
Погорелка — деревня в Абатском районе Тюменской области России. Входит в состав Ощепковского сельского поселения.

## История
В «Списке населенных мест Российской империи» 1871 года издания (по сведениям 1868—1869 годов) населённый пункт упомянут как казённая деревня Погорельская Ишимского округа Тобольской губернии, при речке Яузяк, расположенная в 109 верстах от окружного центра города Ишим. В деревне насчитывалось 35 дворов и проживало 147 человек (77 мужчин и 70 женщин).
В 1926 году в деревне имелось 122 хозяйства и проживало 585 человек (269 мужчин и 316 женщин). В административном отношении являлась центром Погорельского сельсовета Абатского района Ишимского округа Уральской области. Функционировала школа I ступени.

## География
Деревня находится в юго-восточной части Тюменской области, в лесостепной зоне, в пределах Ишимской равнины, на левом берегу реки Яузяк, на расстоянии примерно 27 километров (по прямой) к северо-востоку от села Абатское, административного центра района. Абсолютная высота — 71 метр над уровнем моря.

### Часовой пояс
Погорелка, как и вся Тюменская область, находится в часовой зоне МСК+2. Смещение применяемого времени относительно UTC составляет +5:00.

## Население
| 1989 | 2002 | 2010 |
| ---- | ---- | ---- |
| 189  | ↘172 | ↘124 |

Гендерный состав
По данным Всероссийской переписи населения 2010 года в гендерной структуре населения мужчины составляли 48,4 %, женщины — соответственно 51,6 %.
Национальный состав
Согласно результатам переписи 2002 года, в национальной структуре населения русские составляли 95 % из 172 чел.

## Инфраструктура
В деревне функционируют сельский клуб и фельдшерско-акушерский пункт.

## Улицы
Уличная сеть деревни состоит из одной улицы и одного переулка.